# ニブンノゴ!
ニブンノゴ!は、日本のお笑いトリオ。吉本興業所属。1997年7月に結成され、2024年2月に解散した。解散後、宮地は宮地ケンスケ名義で放送作家として、森本と大川はお笑いコンビ・チキンナンバンとして活動。

## メンバー
- 宮地 謙典 (みやじ けんすけ、1976年5月13日（49歳）[1] - )

ツッコミ・ネタ作り担当、リーダー。身長172cm、体重67kg、A型。
- 森本 英樹 (もりもと ひでき、1978年4月2日（47歳）[2] - )

小ボケ担当。身長172cm、体重63kg、B型。
- 大川 知英 (おおかわ ともひで、1978年5月24日（47歳）[3] - )

大ボケ担当。身長179cm、体重83kg、A型。

## 略歴
高知県立高知東高等学校のバスケットボール部の先輩、後輩である宮地と大川が、文化祭をきっかけにコンビを結成。その後、大川の幼なじみの森本が加わりトリオとなる。「トーメン団地」という名称でインディーズで活動していたが、のちに商標上の問題からトリオ名を「ニブンノゴ!」に改名した。
1997年4月に高知から上京し、渋谷公園通り劇場のオーディションを経て吉本興業に所属。のちに『アメトーーク!』（テレビ朝日）で「泥の97年デビュー組芸人」の内の1組として紹介される。
2000年、映画『クロスファイア』に未成年犯罪者グループの一員の役で出演。
2005年、吉本興業の若手芸人16組によって行われた「元気ハツラツぅ?CMバトル（オロナミンC）」にて優勝し、賞金8,202ペソ（約37万円）を獲得。
2005年より、田村淳がヴォーカルをつとめるヴィジュアル系ロックバンド「jealkb」に大川がギタリスト「ediee」（エディ）として、森本がヴァイオリン＆ダンス担当「hideki」（ヒデキ）として参加。また、宮地も「sakura」（サクラ）の名でライブを盛り上げるMCや前説などサブメンバーの公式応援団長として参加。
2008年1月4日、ヨシモト∞の金曜2部MCであった品川庄司の代理でMCを行い、同年2月1日付でサブ・レギュラーに昇進。隔週火曜日1部担当になった。
2024年2月4日のルミネtheよしもとの出番をもって解散。解散後、宮地は宮地ケンスケ名義で放送作家業に専念し、森本と大川は2月5日付でお笑いコンビ・チキンナンバンを結成し、これまでやってこなかった漫才を中心にM-1グランプリへの挑戦も目標に活動していくことを明らかにした。

### 宮地謙典
高知県高知市出身。声優の久川綾とはとこの関係にある。高知県立高知東高等学校を卒業。2007年より、一発ギャグを始める。代表作に「スイッチオンマイマイン」「宮地の夏」「お客さーん、宮地です!」などがある。ピン芸人「ビューティーマッスル」としても活動していた。2009年9月2日にヨシモト∞ホールで行われたサカイストのシチサンLIVEにゲスト出演し、大喜利で1位を獲得した。
森本と大川がjealkbを始めたことにより単独の時間ができ、神保町花月の支配人から脚本を書いてみることを提案され、脚本家として活動するようになる。ルミネtheよしもとで行われるSPコメディにおいても、座長の今田耕司の勧めで脚本家として参加。また、間寛平の「変でもいいから攻めたものをやりたい」という依頼により、ユニットコント『寛平がまとわりつく7.5人』に脚本で参加。2010年夏には『なんばグランド花月』で上演。よしもとドラマ部としての活動も行っている。主な担当番組は『千鳥のクセがスゴいネタGP』（フジテレビ）、『全力!脱力タイムズ』（フジテレビ）、『声優と夜あそび』（ABEMA）など。
KARAのファンであり、2011年11月17日放送の『アメトーーク!』に「KARA芸人」として出演した。AV好きであり、年間100本前後のセルDVDを購入。2015年4月から2018年7月までDMMで連載を持ち、多数のAV男優やAV女優と対談をしていた。また、AV関係者と芸人によるイベント『AVを語る深夜』を新宿ロフトプラスワンで定期的に開催。
2018年2月5日に一般人女性との入籍を発表。同年7月に、親族のみで結婚式を行ったことと、妻の妊娠を発表した。2020年よりWebサイト「TVマガ」で連載を持ち、ドラマが好きな著名人にインタビューをしている。
2024年9月30日をもって吉本興業を退所し、「作家業を中心に頑張っていきます！」と自身のXで報告した。また、退所の理由として「もうプレイヤー（芸人）として舞台に立つつもりがない」と話している。

### 森本英樹
高知県出身。高知県立岡豊高等学校を卒業。中学、高校ではバスケットボール部に入部し、高校時代に全国大会に出ている。2003年度の吉本男前ランキングで8位にランクイン。
妻は大川の高校時代の先輩。1999年4月にできちゃった結婚をしていたが、2010年6月6日に行われた単独ライブにて初めて公にした。結婚後14年間、結婚式を挙げていなかったことから、2013年1月に妻にサプライズでウエディングパーティーと人前式を実施した。長女は「musume」の名でjealkbのサポートメンバーを務めている。2020年11月1日、ロンドンブーツ1号2号の「複数号計画」始動に伴い、ロンドンブーツ3号を「襲名」する事を発表した。

### 大川知英
高知県出身。高知県立高知東高等学校卒業。バスケットボール部の副キャプテンを務めていたが、公式な試合には出たことがない。シャツに短パン、蝶ネクタイがトレードマークだった時期がある。髪型は茶髪である事が多く、パーマをかけていたり、常にヘアスプレーで逆立たせている。デビューから間もなくして結婚していたが、約7年の離婚調停の末に2012年に離婚が成立した。jealkbでは、主に上手のリードギターを担当。楽曲「ト或コイ」ではボーカルを務め、「ト或コイ」は2011年のjealkbランキングライブ「二十薔薇ノ推曲」でファン人気1位を獲得した。
2008年ごろよりjealkbのライブを通じて鳥山明と親交を深め、親友という間柄にあった。『ドラゴンボール』のハリウッド化の話が出た際、鳥山から一番初めに相談を受けた。アメリカンカジュアルウェアの収集が趣味であり、所有していたリーバイスのビンテージジャケット「S506XX」は2020年8月11日放送の『開運!なんでも鑑定団』（テレビ東京）で700万円の値がついた。アメトイ収集もしており、埼玉県狭山市に倉庫を所有している。

## 芸風
主にコント。森本と大川がおかしなシチュエーションを進め、宮地がその度にツッコミを入れる。また、ネタによっては森本もツッコミに加わるケースもある。

## 賞レースでの戦績

### キングオブコント
| 年度   | 結果         | 会場               | 日時       | 備考     |
| ------ | ------------ | ------------------ | ---------- | -------- |
| 2008年 | 準決勝進出   | 赤坂BRITZ          | 2008/09/07 |          |
| 2009年 | 準決勝進出   | 赤坂BRITZ          | 2009/08/31 | 追加合格 |
| 2010年 | 3回戦進出    | 日経ホール         | 2010/08/13 |          |
| 2011年 | 準決勝進出   | 赤坂BRITZ          | 2011/08/26 |          |
| 2012年 | 準決勝進出   | 赤坂BRITZ          | 2012/08/31 |          |
| 2014年 | 準決勝進出   | 赤坂BRITZ          | 2014/09/10 |          |
| 2016年 | 準決勝進出   | 赤坂BRITZ          | 2016/09/08 |          |
| 2017年 | 2回戦敗退    | シアターブラッツ   | 2017/08/11 |          |
| 2018年 | 2回戦敗退    | シアターブラッツ   | 2018/08/02 |          |
| 2019年 | 準々決勝進出 | きゅりあん小ホール | 2019/08/08 |          |

- 2001年 M-1グランプリ 準決勝進出
- 2002年 M-1グランプリ 3回戦進出
- 2005年 M-1グランプリ 3回戦進出
- 2006年 M-1グランプリ 3回戦進出
- 2012年 THE MANZAI 2回戦進出
- 2013年 THE MANZAI 2回戦進出
- 2014年 THE MANZAI 2回戦進出

## 出演

### テレビ
- 爆笑オンエアバトル（NHK総合）戦績9勝6敗 最高525KB
  - 第4回チャンピオン大会 セミファイナル8位敗退
    - 初挑戦で525KBを記録。トリオとしては番組初のオーバー500を記録した。同番組において初挑戦でトップ通過を達成した唯一のトリオである[29]。2001年4月7日放送回と同年12月8日放送回で2度525KBを記録している[30]。トリオのチャンピオン大会出場経験者では唯一ファイナルに進出していない。
- ワイ!ワイ!ワイ!（ヨシモトファンダンゴTV） 第1期金曜レギュラー
- イケチキ!!（TBSテレビ、2002年4月 - 9月）
- ロンQ!ハイランド（日本テレビ、2007年6月 - 2008年9月）大川のみ。グー・チョキ・サンバ隊隊長「サンバ哲郎」として出演。
- ヨシモト∞（よしもと劇場、 2008年2月1日 - 2008年12月30日）
- ロッケンロール（とちぎテレビ、2012年4月5日 - 2014年6月26日）
- しみけんの脳ミソつるつる野郎（テレビ埼玉、2015年4月4日 - 8月1日 ）宮地のみ

### 映画
- クロスファイア（東宝、2000年）
- M-1グランプリへの道 まっすぐいこおぜ!（シネマ・パラダイス、2004年）

### CM
- 中古車販売店ギリー ※KITAYOの姉妹店（高知県ローカルCM、1998年）

### DVD
- 品川庄司『コントドライブ』(2004年3月24日) - 大川、森本のみ

### イベント
- DMM.R18アダルトアワード2017（豊洲PIT、2017年4月23日）プレゼンター、宮地のみ[31]。

## 単独ライブ
- 2000年
  - 11月8日 - 「らーて菌」（シアターD/東京）
  - 12月6日 - 「らーて王国」（シアターD/東京）
- 2001年
  - 2月8日 - 「バレンらーてDAY」（シアターD/東京）
  - 3月6日 - 「らーTEN」（シアターD/東京）
  - 8月4日 - 「ばぶれもん」（アムラックスホール/東京）
- 2002年
  - 2月10日 - 「ニブンノゴ!単独2じ4じ」（ルミネtheよしもと/東京）
  - 11月24日 - 「NIBU NIBU」（ルミネtheよしもと/東京）
  - 12月23日 - 「NIBU NIBU」（ルミネtheよしもと/東京）
- 2003年
  - 2月23日 - 「NIBU NIBU」（ルミネtheよしもと/東京）
  - 6月7日 - 「NIBUNIBU 10 コント」（ルミネtheよしもと/東京）
  - 12月23日 - 「NIBUNIBU」（ルミネtheよしもと/東京）
- 2004年
  - 3月28日 - 「2.5h」（ルミネtheよしもと/東京）
  - 6月20日 - 「2.5h」（ルミネtheよしもと/東京）
- 2005年
  - 3月7日・8日 - 「2DAYS」（シアターVアカサカ/東京）
  - 5月30日 - 「ニブンノゴ!ライブ」（新宿シアターモリエール/東京）
- 2006年
  - 4月18日 - 「コントイレブンいい気分〜早番〜」（新宿シアターモリエール/東京）
  - 5月22日 - 「コントイレブンいい気分 〜遅番〜」（新宿シアターモリエール/東京）
- 2007年
  - 7月22日 - 「ネタやります。」（ルミネtheよしもと/東京）
  - 8月22日 - 「2.5チャンネル」（シアターブラッツ/東京）
  - 10月26日 - 「2.5チャンネル」（シアターブラッツ/東京）
- 2008年
  - 3月8日 - 「また、ネタやります。」（ルミネtheよしもと/東京）
  - 8月30日 - 31日 - 「またまた、ネタやります。」（ルミネtheよしもと/東京）
- 2009年
  - 11月8日 - 「京橋でイベントします。」（京橋花月/大阪）
  - 12月6日 - 「たくさんネタやります。」（ルミネtheよしもと/東京）
- 2010年
  - 6月6日 - 「ネタやります。〜今までのネタをDVD収録します。新ネタもやるよ!〜」（ルミネtheよしもと/東京）
- 2012年
  - 7月31日 - 「春夏秋冬コントっす!FINAL」（ルミネtheよしもと/東京）
- 2013年
  - 6月2日 - 「コントでしょ!!」（ルミネtheよしもと/東京）
- 2014年
  - 5月2日 - 「チンタンヤンソン」（新宿文化センター/東京）
- 2015年
  - 9月19日 - 「お待たせしました、コントです。」（表参道GROUND/東京）
- 2016年
  - 5月2日 - 「5月2日もニブンノゴ!の日とさせていただきます 〜芸歴20周年突入!プレミアム単独ライブ〜」（ルミネtheよしもと/東京）
- 2017年
  - 5月2日-3日 - 「ニブンノゴ!コントLIVE2017」（劇場MOMO/東京）
- 2019年
  - 5月11日 - 「ニイゼロイチキュウ」（CBGKシブゲキ!!/東京）